# Масиола
Масио̀ла (на италиански: Massiola; на пиемонтски: Maciòla и на местен диалект: Maciòla, Мачола) е село и община в Северна Италия, провинция Вербано-Кузио-Осола, регион Пиемонт. Разположено е на 775 m надморска височина. Населението на общината е 143 души (към 2010 г.).